# Privilegium pro Slavis

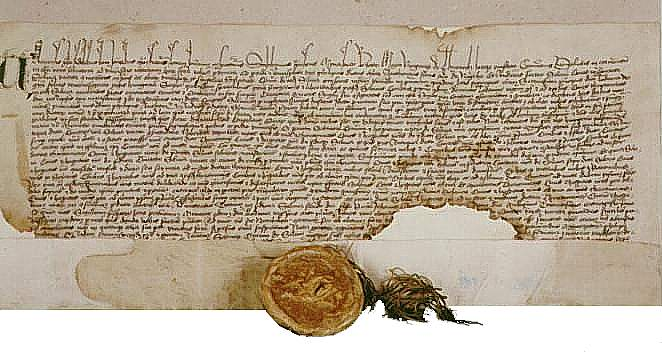
Privilegium pro Slavis

Privilegium pro Slavis je privilegium, které žilinským Slovákům udělil/potvrdil král Ludvík I. Veliký při návštěvě Žiliny 7. května 1381. Je to významný doklad narůstání vlivu slovenských měšťanů v tehdy ještě převážně německých městech na Slovensku.
Podle privilegia měli polovinu městské rady tvořit němečtí a polovinu slovenští měšťané se stejnými právy a rychtáře měli volit každý rok střídavě z obou národností. Udělil ho po stížnosti Slováků, kteří tvrdili, že toto dávnější privilegium města němečtí měšťané odmítají dodržovat. Privilegium se zachovalo v opisu z roku 1431.